# 接吻 (ロダン)

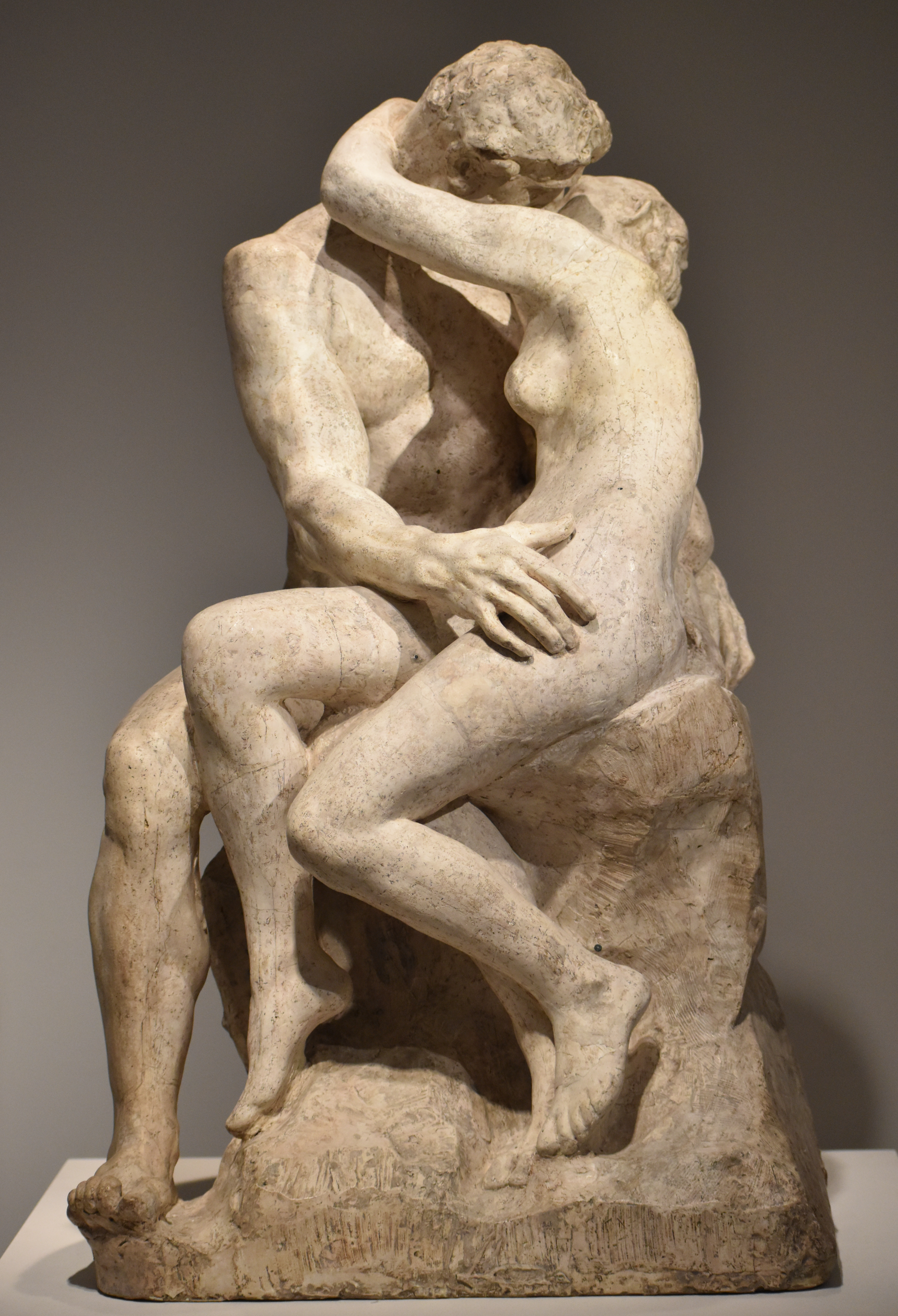
オーギュスト・ロダン『接吻』（コペンハーゲン、ニイ・カールスベルグ・グリプトテク美術館蔵）

『接吻』（せっぷん、フランス語: Le baiser）は、オーギュスト・ロダンの彫刻作品。

## 概説
ダンテの『神曲』に登場するパオロとフランチェスカの悲恋をモチーフにしたもので、「考える人」同様、「地獄の門」を装飾するレリーフの1つとして構想され、当初は「フランチェスカ・ダ・リミニ」のタイトルで呼ばれた。
ロダンの構想では1886年初頭まで「地獄の門」の一部となっていたが、おそらく作品全体のテーマにそぐわないと判断され、その後すぐに外されて、独立した作品として発表された。1887年、パリおよびブリュッセルでこの作品が発表されると、パオロとフランチェスカであることを示す衣服を身につけていないこの像に対して、批評家たちが「接吻」というタイトルをつけた。
高さ74cmの銅像は1893年にシカゴで開催された万国博覧会に出展されたが、全裸の男女が抱擁するさまが公衆の前に展示するにはふさわしくないとされ、個別に申請を行った者のみが別室で鑑賞を許された。
ロダンは大理石で大きなサイズの作品を制作する際、まず、より作業がしやすい素材で弟子に小さなサイズの模型を作らせ、それが終わると自ら仕上げを行った。「接吻」の場合、ロダンは石膏、テラコッタ、青銅でそれぞれ小さなサイズの模型を作っている。
1888年、フランス政府が翌年パリで開催が予定されていた万国博覧会のために銅像よりも大きなサイズの大理石像をロダンに発注した。しかし1889年初めに作業が中断、大理石像の「接吻」が初公開されたのは1898年のサロン・ド・パリにおいてであった。作品のサイズは高さ183.6cm、幅110.5cm、奥行118.3cmである。あわせて発表した「バルザック記念像」への批判とは反対に「接吻」は高い評価を受けた。バルブディエンヌ工房が小さな青銅製のレプリカ制作をロダンに申し出たことでも知られている。「接吻」の最初の大理石像は1900年にパリの万国博覧会に出展され、リュクサンブール美術館を経て、1918年にロダン美術館の所蔵となった。
1900年、ロダンはアメリカ人の美術コレクター、エドワード・ウォレンから大理石像の「接吻」の発注を受けた。イースト・サセックスのルーイスに居を構えていたウォレンはこれを1914年、ルーイスの町の議会ホールに貸与したが、あまりに卑猥であるとの批判を受けて1917年にまたウォレンのもとに戻され、その死まで手元に留め置かれた。1955年、オークションでも売れなかったこの作品をロンドンのテート・ギャラリーが買い上げ、現在はテートのコレクションの1つとなっている。
ロダンはデンマークのビール会社カールスバーグの創業者の息子でのちに同社の経営者となったカール・ヤコブセンからも「接吻」の大理石像の発注を1900年に受けている。1903年に制作されたこのレプリカは、ヤコブセンがコペンハーゲンに創設したニイ・カールスベルグ・グリプトテク美術館に所蔵されている。